# Эллерштадт
Эллерштадт (нем. Ellerstadt) — община в Германии, в земле Рейнланд-Пфальц. 
Входит в состав района Бад-Дюркхайм. Подчиняется управлению Вахенхайм ан дер Вайнштрассе. Население составляет 2234 человека (на 31 декабря 2010 года). Занимает площадь 6,34 км².